# Viguiera lanceolata
Viguiera lanceolata là một loài thực vật có hoa trong họ Cúc. Loài này được Britton miêu tả khoa học đầu tiên năm 1892.